# Ledende overlæge
En ledende overlæge er en speciallæge, der både har et fagligt og administrativt ansvar for en afdeling på et hospital eller en anden sundhedsfaglig institution. Stillingen indebærer typisk ledelse af lægefagligt personale, planlægning af drift, budgetansvar og strategisk udvikling i samarbejde med hospitalsledelsen.
Ledende overlæger har ofte det overordnede ansvar for afdelingens kvalitetssikring, videreuddannelse af yngre læger og implementering af nye behandlingsmetoder. Rollen er en central del af det danske sygehusvæsen og forudsætter erfaring som overlæge.